# Korpilombolo
Korpilombolo (samisch Dállogilli) ist ein Ort (tätort) in der schwedischen Provinz Norrbottens län und in der historischen Provinz Norrbotten.

## Lage

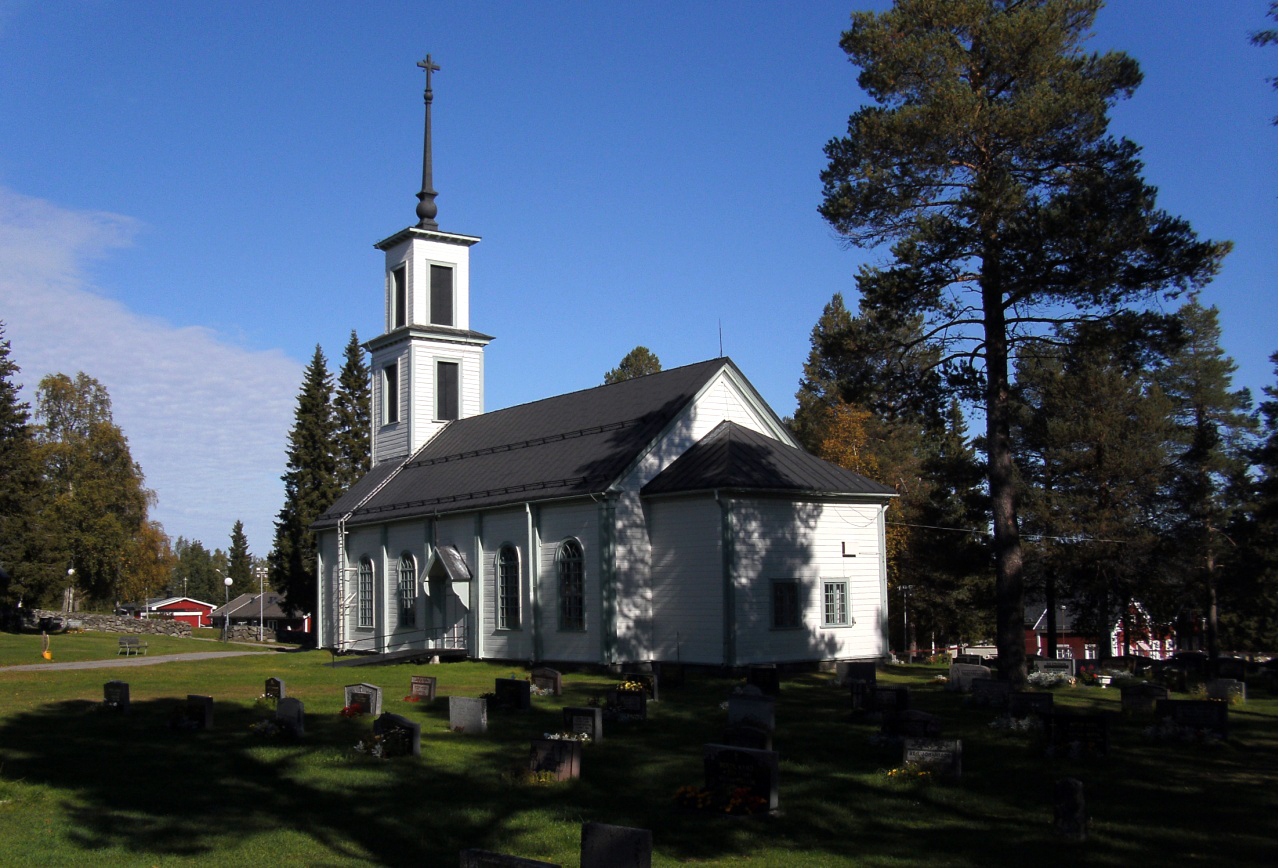
Kirche von Korpilombolo, errichtet 1856–1859

Korpilombolo gehört zur Gemeinde Pajala. Der Ort liegt jenseits des Polarkreises, knapp 150 km Luftlinie nordnordöstlich der Provinzhauptstadt Luleå und 40 km südsüdwestlich des Hauptortes der Gemeinde, Pajala, am Korpilompolojoki, einem kleinen linken Zufluss des Kalixälven. Korpilombolo ist nach Pajala der zweitgrößte Ort der Gemeinde. Das Gebiet um Korpilombolo gehört zum Samenverband Korju sameby, dessen Bezeichnung aus den Anfängen der Ortsnamen Korpilombolo und Juoksengi zusammengesetzt ist.
Durch den Ort führt die Provinzstraße 392, die Överkalix an der Europastraße 10 mit dem Gemeindezentrum Pajala nahe der finnischen Grenze verbindet. Diese wird in Korpilombolo von einer sekundären Provinzstraße von Övertorneå nach Tärendö gekreuzt (ehemals Provinzstraße 393).

## Ortsname
Der Name des Ortes klingt auch im Schwedischen ungewöhnlich: so fühlte sich der Literaturhistoriker Fredrik Böök bei einem Besuch des Ortes 1924 an den Ort Lombolo in der heutigen Republik Kongo erinnert; der kolumbianische Dichter und Diplomat schwedischer Abstammung León de Greiff (1895–1976) setzte es ebenfalls in den 1920er-Jahren in Bezug zum kolumbianischen Bolombolo (bei Venecia im Departamento de Antioquia), in philosophisch-symbolischer Bedeutung als „absoluter Zufluchtsort“. Der Name stellt eine Umformung einer ursprünglich finnischen oder samischen Bezeichnung dar. Auf Samisch steht kuorpa für einen von einem Waldbrand heimgesuchten Platz, luobbal für eine Verbreiterung eines Flusslaufes; lompolo ist im Finnischen auch eine regional verbreitete Bezeichnung für kleine Seen oder Teiche. Der heutige samische Ortsname weicht allerdings von der ursprünglichen Bezeichnung ab.
Auf den exotischen Ortsnamen wurde in einer Reihe schwedischer Lieder und Filme Bezug genommen. So sang Agnetha Fältskog Anfang der 1970er-Jahre, vor ihrer Zeit bei ABBA, das Lied Tio mil kvar till Korpilombolo, zu deutsch Noch zehn Meilen bis Korpilombolo (1975 von der Dansband Wizex auf ihrem zweiten Album Rusar vidare gecovert), mit der folgenden Zeile …tåget det rusar hemåt i natten (…eilt der Zug nach Haus’ in der Nacht). In Wirklichkeit hatte der Ort nie Eisenbahnanschluss.

## Geschichte
Korpilombolo entstand in einem Gebiet, in dem sich ab dem 16. Jahrhundert aus der etwas südlicher gelegenen Gegend um Övertorneå stammende Bauern ansiedelten. Zuvor war es nur von „Waldsamen“ ohne feste Ansiedlungen bewohnt. Der erste bekannte Hof des Dorfes stammt von 1680 wurde von einem Erik Mickelsson Kärki aus Kuivakangas bei Övertorneå errichtet.
Im 19. Jahrhundert war neben der Landwirtschaft die Teergewinnung ein wichtiger Wirtschaftszweig. 1870 wurde Korpilombolo Landgemeindezentrum. Die Gemeinde erreichte ihre höchste Bevölkerungszahl von 4058 im Jahre 1954, der Ort selbst 1970 mit 861 Einwohnern. 1970 ging die Gemeinde in der Gemeinde Pajala auf.
In Korpilombolo wird seit 2005 jährlich während der Polarnacht in der ersten Dezemberhälfte das European Festival of the Night für Literatur, Philosophie und Kunst veranstaltet.